# Ignacio Ferrando
Ignacio Ferrando (n. Trubia, Asturias; 1972) es un escritor español.
Ignacio Ferrando es escritor. Autor de las novelas Referencial (Tusquets, 2019), La quietud (Tusquets, 2017), Nosotros H (Tropo, 2015), La oscuridad (Menoscuarto, 2014) y Un centímetro de mar, (Alberdania, 2011) que obtuvo los premios Ojo Crítico de RNE y el Ciudad de Irún. También ha publicado los libros de relatos: La piel de los extraños (Menoscuarto, 2012; Premio Setenil 2013), Sicilia, invierno (JdeJ, 2009) y Ceremonias de interior (Castalia, 2006; premio Tiflos 2006).
Su trabajo ha sido reconocido con galardones como el Premio Internacional Juan Rulfo, el premio Gabriel Aresti, el NH Mario Vargas Llosa, el premio de narrativa de la UNED, el Hucha de Oro o el Ciudad de San Sebastián, entre otros. Sus textos han sido incluidos en varias antologías y libros colectivos, destacando: Siglo XXI. Los nuevos nombres del cuento actual (Menoscuarto, 2010), Madrid, Nebraska (Bartleby ediciones, 2014), Perturbaciones (Salto de página, 2009) y Un nudo en la garganta (Trama editorial, 2009). Algunos de sus relatos han sido traducidos al inglés y al alemán.
Ha impartido conferencias sobre escritura y lectura crítica en la Universidad de Turín, el CSIC, el Orivesi College of Arts (Finlandia), la Universidad Complutense (Madrid), la Universidad de Alcalá o la Escuela de Escritura del Ateneo Barcelonés, el Liceo Italiano en Madrid, entre otros centros.
Actualmente es el jefe de estudios del Máster de Narrativa de la Escuela de Escritores, donde además imparte talleres de novela, relato y lectura crítica. Durante siete años ha sido profesor asociado en la Escuela Universitaria de Arquitectura Técnica de Madrid, puesto que abandonó en 2014.

## Obra publicada

### Novelas
- Referencial (Tusquets, 2019). ISBN 978-84-9066-692-0
- La quietud (Tusquets, 2017).ISBN 978-84-9066-391-2

Portada de Nosotros H, obra de Oscar San Martín.

- Nosotros H (Tropo Editores, 2015).ISBN 978-84-9691-187-1. Novela de corte experimental cuyos protagonistas son un grupo de individuos llamados Hoffman. Todos ellos viven encerrados en una construcción orgánica que se crea o destruye a la vez que ellos nacen o se suicidan. Su trabajo consiste en cortar y pegar información, en hacerla eficiente y volver a redirigirla para darle apariencia de novedad. Como una alegoría de la actual sociedad de la información, tampoco ellos comprueban esas noticias, solo se encargan de hacerla circular para mantener el flujo y, con ello, el sistema. Pero un día, de mano quién dice preocuparse por ellos, reciben la misión de comprobar una de esas informaciones: certificar la existencia, para ellos incuestionable, del compositor dodecafónico Arnold Schönberg. Este es el punto de comienzo de un viaje en el que el nosotros protagonista va siendo escindido poco a poco y cada uno de los Hoffman es aniquilado por lo que encuentran a su paso en ese viaje hacia la verdad última (la belleza de las tormentas, la materia frente a lo intangible, el sexo, la muerte a la que viven de espaldas, la necesidad de ser héroes y, en última instancia, la existencia de dios en la figura del compositor) del mismo modo que el pueblo judío fue tentado en su viaje a través del desierto, imitando así el comportamiento a los personajes de la ópera inacabada de Schönberg Moses und Aron. Definida por el escritor y profesor Pedro Pujante como una "inquietante metáfora del ser humano"[2] la novela recurre a una prosa "discursiva y filosófica"[3]". Varios críticos, entre ellos el también escritor Javier Morales[4] han creído ver en este texto la influencia del escritor alemán W.G.Sebald.Nosotros H fue finalista en los premios Tigre Juan 2016 y seleccionada para el LiberisLiber 2016.

- La oscuridad (Menoscuarto, 2014). ISBN 978-84-1574-015-5
- Un centímetro de mar (Alberdania, 2011). ISBN 978-84-9868-293-9

### Relatos
- La piel de los extraños (Menoscuarto, 2012). ISBN 978-84-96675-88-9
- Sicilia, invierno (J de J editores, 2008). ISBN 978-84-934334-2-0
- Ceremonias de interior (Castalia, 2006). ISBN 84-9740-189-1
- Historias de la mediocridad (Comala Ediciones, 2003).
- Simetrías (Fundación Kutxa, 2009) (edición de Antxon Obeso) ISBN 978-84-7173-517-2
- Dragados (Diputación Provincial de Huelva, 2007) ISBN 978-84-8163-430-3

### Ensayo
- Texto "Déjenme en paz" en Chéjov comentado (Nevsky Prospects, 2010; edición de Sergi Bellver).

### Antologías
- Un realismo transversal, Ed. Toni Montesinos. Artepoetica press, Nueva York, 2015. ISBN 978-1940075303
- Madrid, Nebraska. EE.UU en el relato español del siglo XXI. Edición y prólogo de Sergi Bellver. Bartleby, 2014.[5] ISBN 978-84-92799-75-6
- Siglo XXI. Los nuevos nombres del cuento actual (Menoscuarto, 2010) ISBN 978-84-96675-48-3
- Perturbaciones (Salto de página, 2009) ISBN 978-84-936354-6-6
- Un nudo en la garganta (Trama editorial, 2009). ISBN 978-84-92755-12-7
- Yardbird y otros cuentos (Nostrum, 2006) ISBN 84-96405-36-2
- Roger Lévy y sus reflejos (UNED, 2007) ISBN 978-84-362-5538-6

## Galardones
- 2016: Finalista premio Tigre Juan 2016 por Nosotros H
- 2013: X Premio Setenil al Mejor Libro de Relatos Publicado en España por La piel de los extraños.
- 2011: Premio Ojo Crítico de RNE 2011 por Un centímetro de mar.
- 2011: XL Premio Ciudad de Irún de Novela por Un centímetro de mar.
- 2010: XXVII Gabriel Aresti de Relato por "Mathilda y el hombre del tiempo".
- 2008: Premio Internacional de Relato Juan Rulfo por "Trato hecho".
- 2008: L Premio Kutxa Ciudad de San Sebastián por "Simetrías".
- 2007: VII Premio de relato Ciudad de Cádiz por "Flor de bambú".
- 2007: XV Premio de relatos Ciudad de Huelva "José Nogales" por "Dragados".
- 2007: XVIII Premio de narrativa de la UNED por "Roger Lévy y sus reflejos".
- 2006: XIX Premio Tiflos de Narrativa al mejor libro de relatos por Ceremonias de interior.
- 2006: XXXIII Premio "Hucha de Oro" de Relatos por "Yardbird".
- 2006: Primer Premio VI "Cuentos sobre ruedas" Alsa por "Estación de Tránsito".
- 2005: Primer premio Mario Vargas Llosa NH de Relatos por "Babel".
- 2005: Primer premio Concurso Internacional de Relatos "Fernández Lema" por "Bañeras".
- 2005: Primer accésit IX Premio de relatos Alfonso Grosso a la mejor colección de relatos por "Tu posición en caída libre".
- 2005: Segundo Premio en el XVIII Certamen de Cuentos Lope García de Salazar por "Silvia".
- 2002: Primer Premio en el XV Concurso de Relatos Agustín Arrojo Muñoz por "El límite del caos".

| Predecesora: Clara Obligado | Premio Setenil 2013 | Sucesor: Javier Sáez de Ibarra |

## Entrevistas
- Alberto Piquero le entrevista para el diario El Comercio.
- Esther Ginés le entrevista para Estrella Digital (enlace roto disponible en Internet Archive; véase el historial, la primera versión y la última)..
- Miguel Ángel Muñoz le entrevista en El Síndrome Chéjov.

## Reseñas
- Ricardo Senabre reseña La piel de los extraños en El Cultural del diario El MUNDO.
- Santos Sanz Villanueva reseña Sicilia, invierno en El Cultural del diario El MUNDO (enlace roto disponible en Internet Archive; véase el historial, la primera versión y la última)..
- Miguel Ángel Muñoz reseña Sicilia, invierno en El Síndrome Chéjov
- Andrés Mauricio Muñoz, artículo "Ceremonias de interior y carreras delictivas, esa extraña costumbre de la buena literatura... esconderse" en "Letralia"

## Varios
- Librotrailer de Referencial (2019, Tusquets)
- Librotrailer de Un centímetro de mar
- Web oficial del autor